# Bridge of Earn
Bridge of Earn, schottisch-gälisch: Drochaid Éireann, ist eine schottische Ortschaft in der Council Area Perth and Kinross. Sie liegt in der traditionellen Grafschaft Perthshire rund sechs Kilometer südlich des Zentrums von Perth am rechten Ufer des Earns.

## Geschichte
Am Standort befand sich spätestens 1329 eine Brücke mit Zollstation. Im 12. Jahrhundert zählten einzelne Ländereien um Bridge of Earn zu den Besitztümern der Lindores Abbey. Mit der Reformation und der Säkularisation kirchlichen Besitzes, ging das 2,5 Kilometer südwestlich gelegene Anwesen Eglismagirdill an David Leslie über. Später entstand dort das Herrenhaus Ecclesiamagirdle House. 1,5 Kilometer westlich der Ortschaft wurde im späten 17. Jahrhundert Drummonie House errichtet.
Das nahegelegene Heilbad Pitkeathly Wells trug zur Entwicklung Bridge of Earns im Laufe des 19. Jahrhunderts bei. Der Betrieb wurde 1949 eingestellt. Da im Zuge der Alliierten Landung an der Atlantikküste ein erhöhter Bedarf an Lazaretten prognostiziert wurde, wurde zu Zeiten des Zweiten Weltkriegs das Bridge of Earn Hospital eingerichtet. Bis zu seiner Schließung 1993 zählte es zu den führenden Krankenhäusern in Perth and Kinross.
Zwischen 1861 und 1881 sank die Einwohnerzahl Bridge of Earns von 381 auf 250. Lebten 1971 348 Personen in Bridge of Earn, so stieg die Zahl, auch durch die Eingemeindung Kintillos, in der Folge sprunghaft an. Im Rahmen der Zensuserhebung lebten in Bridge of Earn 2710 Personen.

## Verkehr
Die mittelalterliche Old Bridge of Earn verlieh dem Standort als Earn-Querung eine gewisse Bedeutung. Im frühen 19. Jahrhundert wurde sie durch einen Neubau ersetzt, auf dem die von Perth nach Muirhead führende A912 heute den Earn quert. Die A912 führt direkt durch die Ortschaft. Direkt östlich verläuft die M9.
Bereits 1848 erhielt Bridge of Earn einen eigenen Bahnhof entlang einer Stichbahn der Edinburgh and Northern Railway. 1892 wurde der Bahnhof geschlossen und durch einen nahegelegenen Neubau ersetzt. Dieser wurde schließlich 1964 aufgelassen.